# William Ernest Henley
William Ernest Henley (Gloucester, 23 agosto 1849 – Woking, 11 luglio 1903) è stato un poeta, giornalista e editore britannico.

## Biografia
Figlio di William Henley, di professione libraio, e di Mary Morgan, discendente del critico e poeta Joseph Warton, William Ernest Henley era il maggiore di sei fratelli.

Allievo della Crypt Grammar School nel periodo 1861-1867, venne profondamente influenzato dalla personalità di Thomas Edward Brown, nel breve periodo (1857-1863) in cui questi fu preside della scuola. Henley lo definì "a man of genius - the first I'd ever seen" ["un uomo di genio - il primo che avessi mai visto"].

Fu l'inizio di una lunga amicizia e Henley scrisse in seguito un memoriale in cui era evidente l'ammirazione per Brown, su New Review (dicembre 1897).
All'età di 12 anni Henley si ammalò gravemente di tubercolosi e per lui fu un dramma. Quando la tubercolosi colpisce in giovane età i batteri responsabili possono migrare e colpire anche altri organi come nel morbo di Pott che colpisce le ossa. Nel caso di Henley fu necessaria l'amputazione della parte inferiore della gamba sinistra per permettergli di sopravvivere (nel 1865 o qualche anno dopo, forse nel 1868-1869).
Il suo amico Robert Louis Stevenson creò la figura del pirata Long John Silver ne L'isola del tesoro basandosi sulla figura di Henley: il figlioccio di Stevenson, Lloyd Osbourne, avvalorò la cosa, dicendo che Henley si presentava come "un grosso, sanguigno individuo dalle spalle larghe con una gran barba rossa e una stampella; gioviale, sorprendentemente arguto, e con una risata che scrosciava come musica; aveva una vitalità e una passione inimmaginabili; era assolutamente travolgente".
La malattia non gli diede tregua per l'intera esistenza, ma Henley era dotato di una forza d'animo fuori dal comune: si diplomò nel 1867 e si trasferì a Londra per iniziare la professione di giornalista. Nei successivi 8 anni venne spesso ricoverato per lunghi periodi in ospedale, in quanto anche il piede destro era a rischio di amputazione. Henley si oppose alla seconda operazione e accettò di diventare paziente di Joseph Lister (1827-1912), uno dei pionieri della chirurgia, al The Royal Infirmary di Edimburgo.

Dopo tre anni passati in ospedale (1873-1875) venne dimesso e, sebbene la cura di Lister non fosse del tutto riuscita, questa gli permise di vivere in modo autonomo per 30 anni.
Nel 1875, mentre si trovava in ospedale, scrisse la sua poesia più celebre, Invictus.

## Opere
- Plays of William E. Henley and R.L. Stevenson (1884)
  - Deacon Brodie
  - Beau Austin
  - Admiral Guinea
  - Robert Macaire
- A Book of Verses (1888)
- Views and Reviews. Essays in appreciation: Literature (1890)
- Lyra Heroica. A Book of Verse for Boys (a cura di, 1891)
- The Song of the Sword and Other Verses (1892), intitolato London Voluntaries dalla 2ª ed. (1893)
- Poems (raccolta, 1897)
- Hawthorn and Lavender with Other Verses (1901)
- Invictus